# Schijnhondsroos
De schijnhondsroos (Rosa subcanina, synoniemen: Rosa coriifolia subsp. subcanina. Rosa × dumalis subsp. subcanina, Rosa glauca subsp. subcanina) is een struik die behoort tot de rozenfamilie (Rosaceae). De soort komt van nature voor in Europa. De schijnhondsroos staat op de Nederlandse Rode lijst van planten als zeldzaam en stabiel of toegenomen. Het aantal chromosomen is 2n = 35.
De struik wordt 1,5-2,5 m hoog en vormt uitlopers. Op de takken zitten stevige, haakvormige stekels, die een brede basis hebben. De donkergroene, onbehaarde bladeren zijn vijf- tot zeventallig geveerd met eivormige, enkel- tot meervoudig gezaagde deelblaadjes. Aan de rand van de blaadjes zitten vaak enkele klieren. De blaadjes zijn 3 cm lang en 2 cm breed en zijn na wrijving geurloos. De bladsteel en bladspil zijn onbehaard en meestal bezet met enkele klieren.
De schijnhondsroos bloeit in juni en juli met lichtroze of witte, 4,5-5 cm grote bloemen op 2-3 cm lange, soms met klierharen bezette bloemstelen. De onbehaarde en onbeklierde kelk is na de bloei afstaand tot licht opgericht en valt tijdens de rijping van de rozenbottel af. De vrije stijl is zwak tot wollig behaard.
De rode, 1,4-1,8 cm lange en 1,4 cm brede,  meestal beklierde rozenbottel is een bloembodem met daarin de nootjesachtige vruchten. De meestal onbeklierde steel van de rozenbottel is 2-3 cm lang. Het stijlkanaal is 0,8–1,2 mm groot.
De schijnhondsroos komt voor op droge tot matig vochtige, kalkhoudende of lemige, zandige of stenige grond in de zeeduinen, struwelen, heggen en langs bosranden.

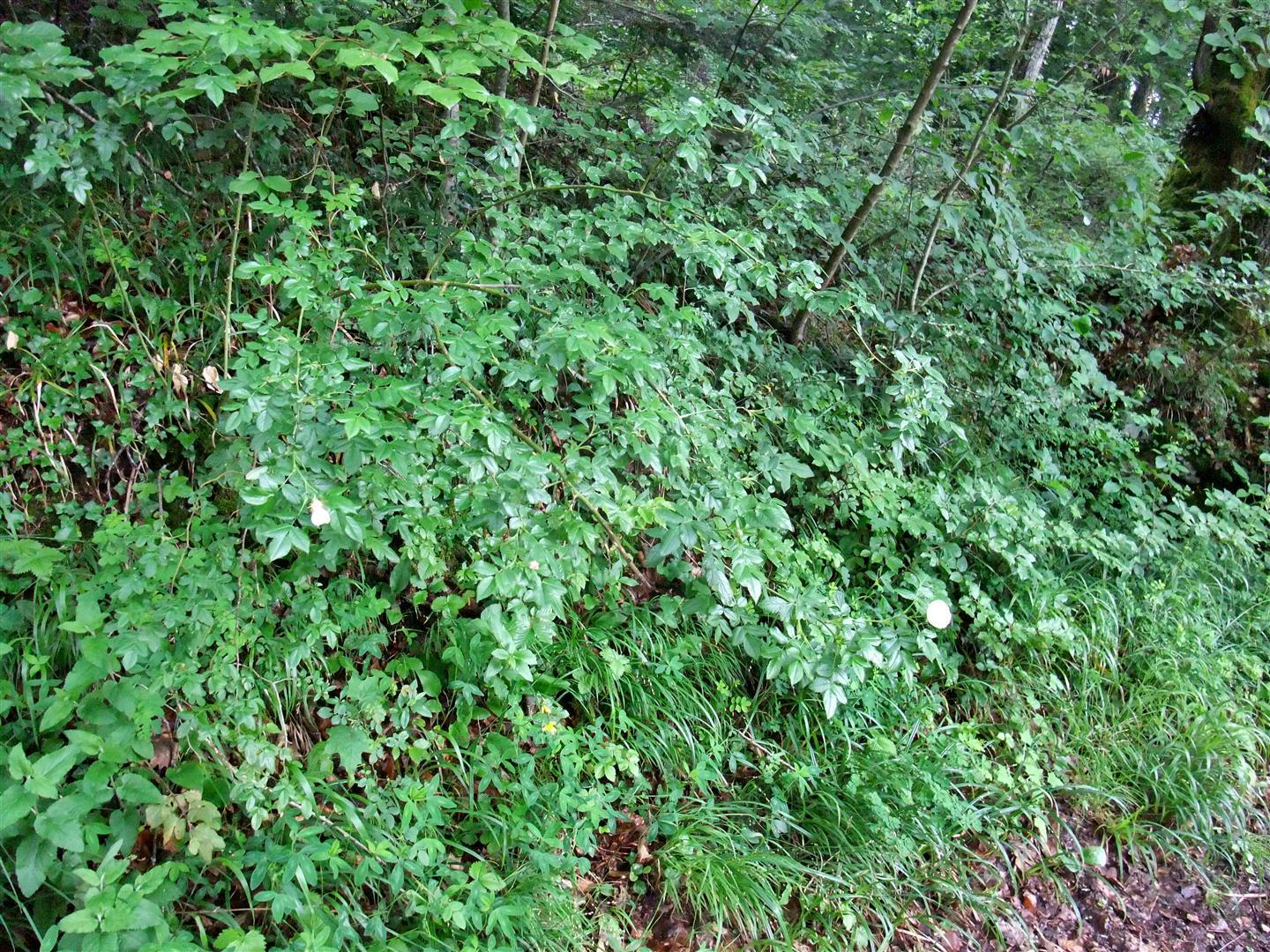
Struik
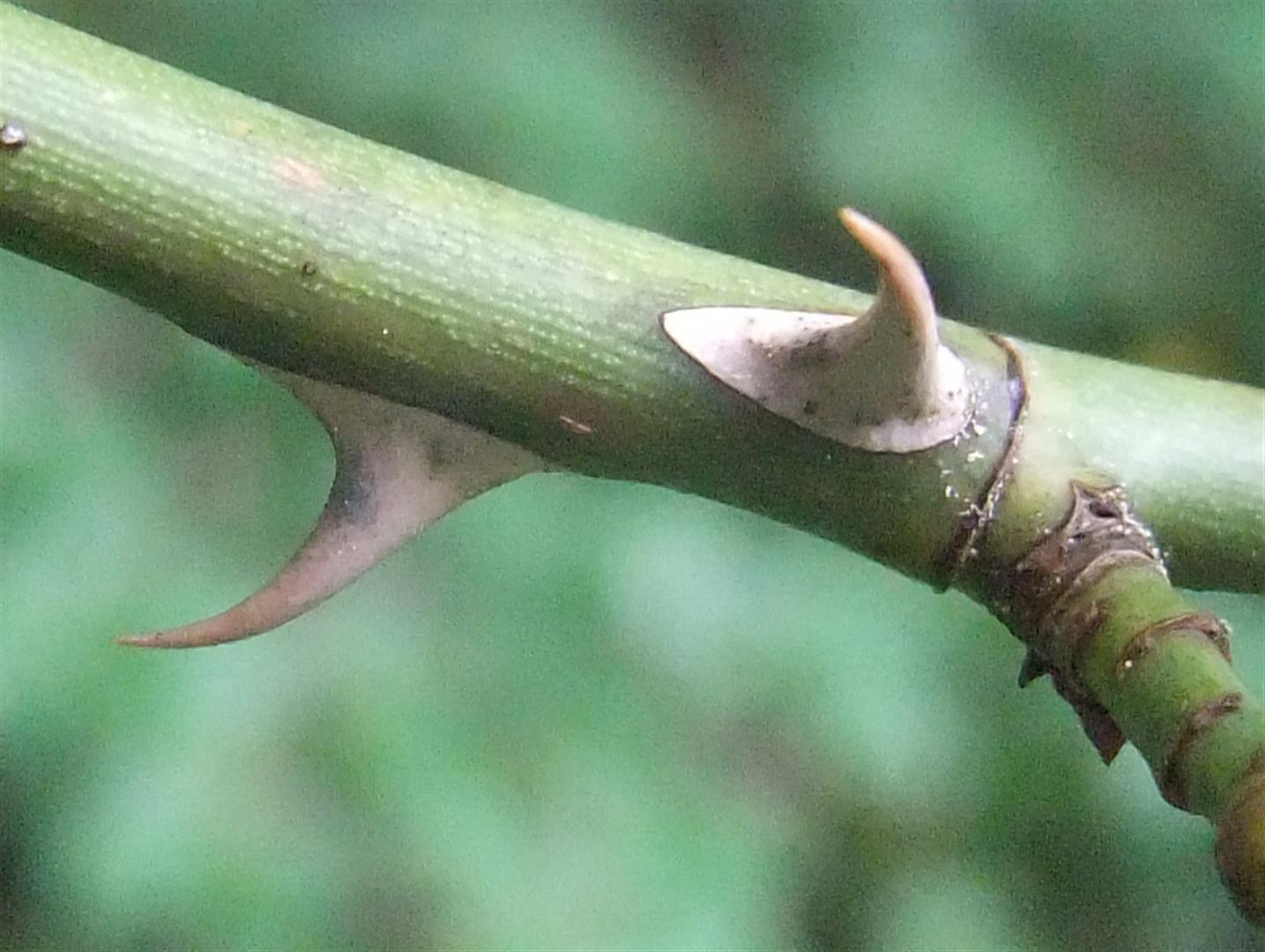
Haakvormige stekel
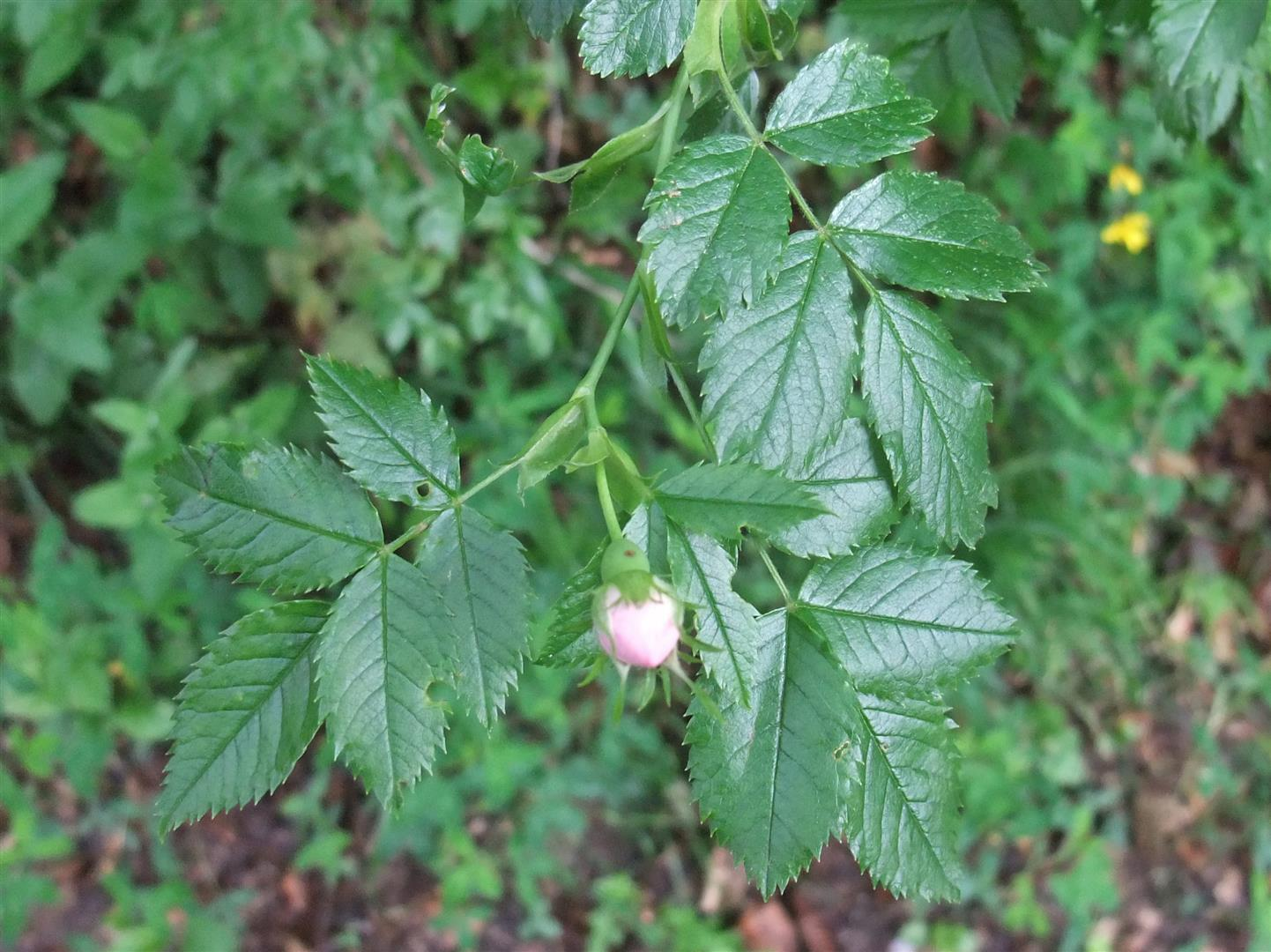
Bloeiende tak
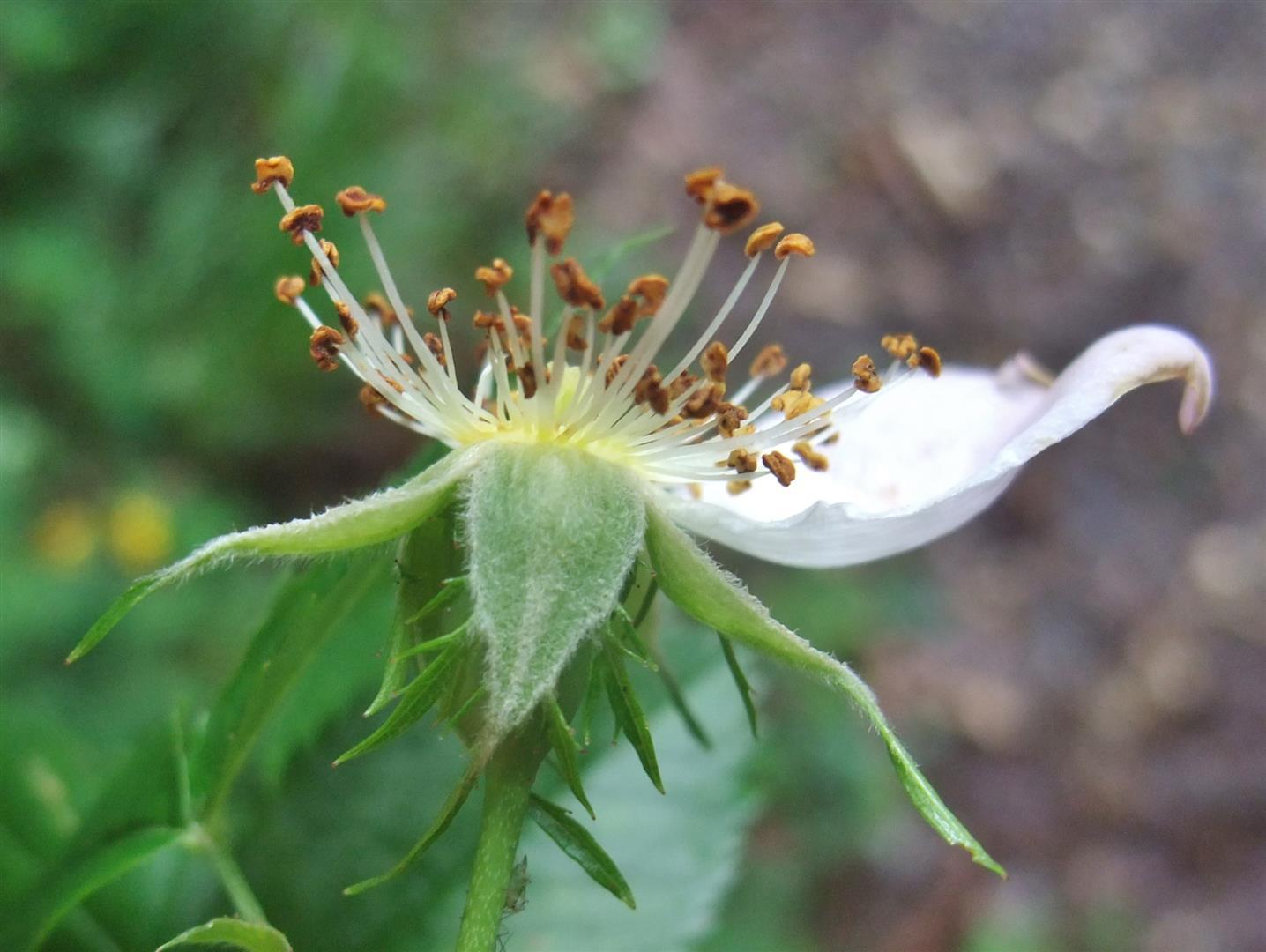
Kelk
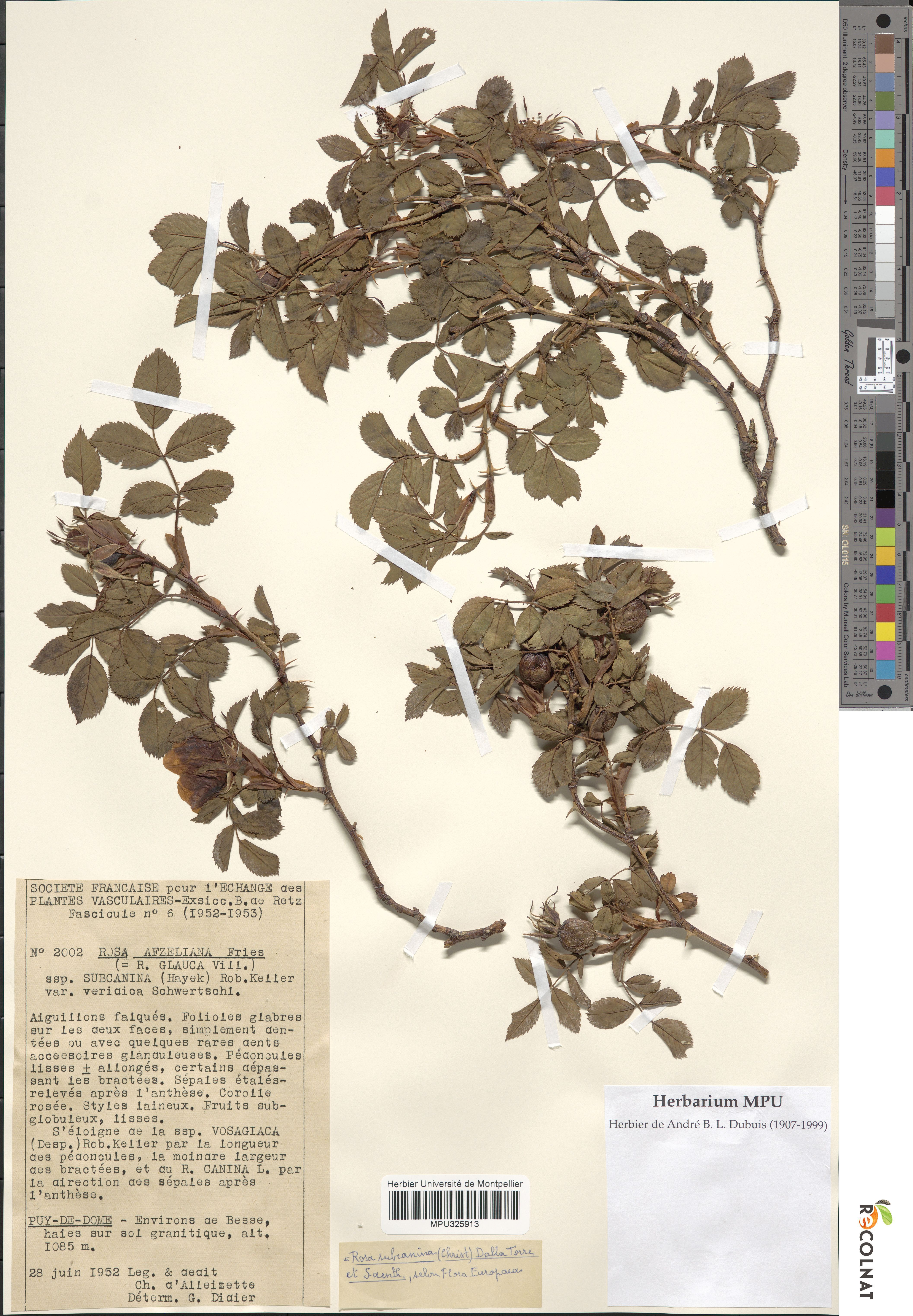
Herbariummateriaal